# Гаджиев, Гадис Абдуллаевич (общественно-политический деятель)
Гади́с Абдулла́евич Гаджи́ев (1889 г. Шовкра, Казикумухский округ, Дагестанская область, Российская империя — 1952 г., Махачкала, РСФСР) — один из известных государственных и общественно-политических деятелей Дагестана первой половины XX века. Активный участник революционного движения в Дагестанской области, впоследствии занимавший важные государственные должности в Дагестанской АССР. Просветитель и поэт, один из основоположников лакской советской литературы.

## Биография

### Ранние годы
Гадис Гаджиев родился в с. Шовкра Казикумухского округа  Дагестанской области в семье узденей. Юность прошла в Петровске, где отец владел цехом по производству обуви. В 1907 году с отличием окончив школу № 1 он поступает на педагогические курсы, по окончании которых, уже в качестве народного учителя, направлен преподавателем и одновременно директором начальной народной (светской) школы в с.Нижнем Дженгутае Темир-хан-Шуринского округа, откуда через 2 года был переведён в такую же школу с. Кая Казикумухского округа. В 1913 г. он добился выделения средств на строительство и открытие такой школы в родном селе Шовкра, став её первым директором.

### Общественно-политическая деятельность Г. А. Гаджиева
После Февральской революции Гадис Гаджиев становится членом известного Агитационно-просветительского бюро, созданного в Темир-хан-Шуре революционной интеллигенцией Дагестана. В 1918 году организовал в Кази-Кумухе совместно с Гаруном Саидовым окружной ревком и был его секретарем. После занятия Кумуха отрядом Узун-хаджи, Гадис Гаджиев, уходит от преследования и пешком добирается до Темир-Хан-Шуры. Там он вступает в партию большевиков. По поручению У. Буйнакского занимался организацией новых органов власти — Советов в селах Темир-Хан-Шуринского округа. Был руководителем штаба по обороне станции Чирюрт, участвовал в боях против войск Добровольческой армии ген. Деникина под сел. Костек, Кази-юрт.
Гадис Гаджиев был председателем революционных военных комитетов 1920—1921 гг. в Куринском и Казикумухском округах, находился в числе первых проводников революционных идей в Дагестане .
В первые годы существования ДАССР занимает важные должности в республике (Нарком труда и соц. защиты и пр.). В 1937 году репрессирован и проходил по делу его давнего соратника Саида Габиева. Через 2,5 года, после его освобождения также был отпущен из-под ареста, за недоказанностью инкриминированных "преступлений", но здоровье оказалось подорвано годами заклчения и пыток в застенках ЧК. Оставшиеся годы Гадис Гаджиев  проживал в Махачкале вплоть до смерти в 1952 году. 
Реабилитирован посмертно в 1956 году.

## Вклад в развитие лакской советской литературы
Еще в годы Гражданской войны Г. А. Гаджиев писал революционные стихи на лакском языке, агитируя горцев на борьбу за свои социально-экономические права .
Вместе с Гаруном Саидовым, Саидом Габиевым, Муэдтином Чариновым, Курди Закуевым закладывал основы лакской литературы и поэзии. Переводил на лакский язык классиков русской поэзии (Пушкин, Лермонтов и др.). Также в совершенстве владел кумыкским языком, на котором тоже немного писал стихи.
С января 1932 г. являлся Директором Института национальных культур (позже Дагестанское НИИ истории, языка и литературы). 
Принимал активное участие в издании первых учебных пособий для школ Дагестана. 
В 1936 году издал сборник революционных песен на лакском языке «Знамя революции» Гадис Гаджиев. .

## Семья
Был женат на Аминат Гаджиевой (Учуевой) из чанка-беков с. Шовкра.
Потомки:
- сын — Абдулла Гадисович Гаджиев (1919—1987) — государственный  деятель, 18 лет занимал должность председателя Государственного планового комитета ДАССР, при котором республика добилась максимальных успехов в области развития экономики и хозяйства.
  - внук — Гадис Абдуллаевич Гаджиев (19—19) — судья Конституционного суда РФ (с 1991 г.), доктор юридических наук (1996). Заслуженный юрист Российской Федерации и Республики Дагестан, был назван в честь деда.

- сын — Владилен Гадисович Гаджиев (1924—2006) — учёный-историк, доктор исторических наук (1965), профессор. Заслуженный деятель науки РФ и Дагестана.
  - внук — Тамерлан Владиленович Гаджиев — ученый-историк, доктор исторических наук (2001), профессор. Заслуженный деятель культуры РД, Генеральный директор Дагестанского государственного историко-архитектурного (ныне Национального) музея РД в 2013-2016 гг.
    - правнук — Зураб Тамерланович Гаджиев — учёный-историк, кандидат исторических наук (2011). Председатель Дагестанского историко-географического общества.